# Liste der Monuments historiques in Faverois
Die Liste der Monuments historiques in Faverois führt die Monuments historiques in der französischen Gemeinde Faverois auf.

## Liste der Objekte
| Bezeichnung                                                                                       | Beschreibung                        | Standort                    | Kennzeichnung | Schutzstatus | Datum | Bild |
| ------------------------------------------------------------------------------------------------- | ----------------------------------- | --------------------------- | ------------- | ------------ | ----- | ---- |
| Retabel                                                                                           | Holz, bemalt und vergoldet, 1737    | in der Kirche St-Urs (Lage) | PM90000181    | Classé       | 1973  |      |
| Kelch und Patene                                                                                  | Silber, vergoldet, 19. Jahrhundert  | in der Kirche St-Urs (Lage) | PM90000316    | Inscrit      | 1995  |      |
| Beichtstuhl                                                                                       | Holz, 18. Jahrhundert               | in der Kirche St-Urs (Lage) | PM90000042    | Classé       | 1973  |      |
| Tabernakel des Hauptaltars                                                                        | Holz, bemalt und vergoldet, 1737    | in der Kirche St-Urs (Lage) | PM90000179    | Classé       | 1973  |      |
| Vier Skulpturen: Madonna mit Kind, heilige Magdalene, heiliger Joseph und heilige Agatha          | Holz, 1737                          | in der Kirche St-Urs (Lage) | PM90000178    | Classé       | 1973  |      |
| Kelch und Patene                                                                                  | Silber, vergoldet, 19. Jahrhundert  | in der Kirche St-Urs (Lage) | PM90000315    | Inscrit      | 1995  |      |
| Hauptaltar                                                                                        | Holz, bemalt und vergoldet, 1737    | in der Kirche St-Urs (Lage) | PM90000151    | Classé       | 1973  |      |
| Vier Skulpturen: Madonna mit Kind, heiliger Antonius Eremit, heiliger Michael und heiliger Rochus | Holz, bemalt und vergoldet, 1737    | in der Kirche St-Urs (Lage) | PM90000182    | Classé       | 1973  |      |
| Ensemble des Hauptaltars                                                                          | siehe oben                          | in der Kirche St-Urs (Lage) | PM90000183    | Classé       | 1973  |      |
| Ziborium                                                                                          | Metall, versilbert, 19. Jahrhundert | in der Kirche St-Urs (Lage) | PM90000317    | Inscrit      | 1995  |      |
| Ensemble Altar, Tabernakel und Retabel                                                            |                                     | in der Kirche St-Urs (Lage) | PM90000043    | Classé       | 1973  |      |
| Retabel Heiliger Joseph                                                                           | Holz, bemalt und vergoldet, 1737    | in der Kirche St-Urs (Lage) | PM90000177    | Classé       | 1973  |      |
| Tabernakel des Hauptaltars                                                                        | Holz, 1743                          | in der Kirche St-Urs (Lage) | PM90000184    | Classé       | 1973  |      |
| Zwei Skulpturen: Heiliger Urs und heiliger Sebastian                                              | Holz, 1743                          | in der Kirche St-Urs (Lage) | PM90000186    | Classé       | 1973  |      |
| Kelch und Patene                                                                                  | Silber, vergoldet, 20. Jahrhundert  | in der Kirche St-Urs (Lage) | PM90000314    | Inscrit      | 1995  |      |
| Wandvertäfelung                                                                                   | Holz, 18. Jahrhundert               | in der Kirche St-Urs (Lage) | PM90000318    | Inscrit      | 1995  |      |
| Kreuz                                                                                             | Holz, 18. Jahrhundert               | in der Kirche St-Urs (Lage) | PM90000319    | Inscrit      | 1995  |      |